# Evangelische Kirche St. Ruprecht (Villach)

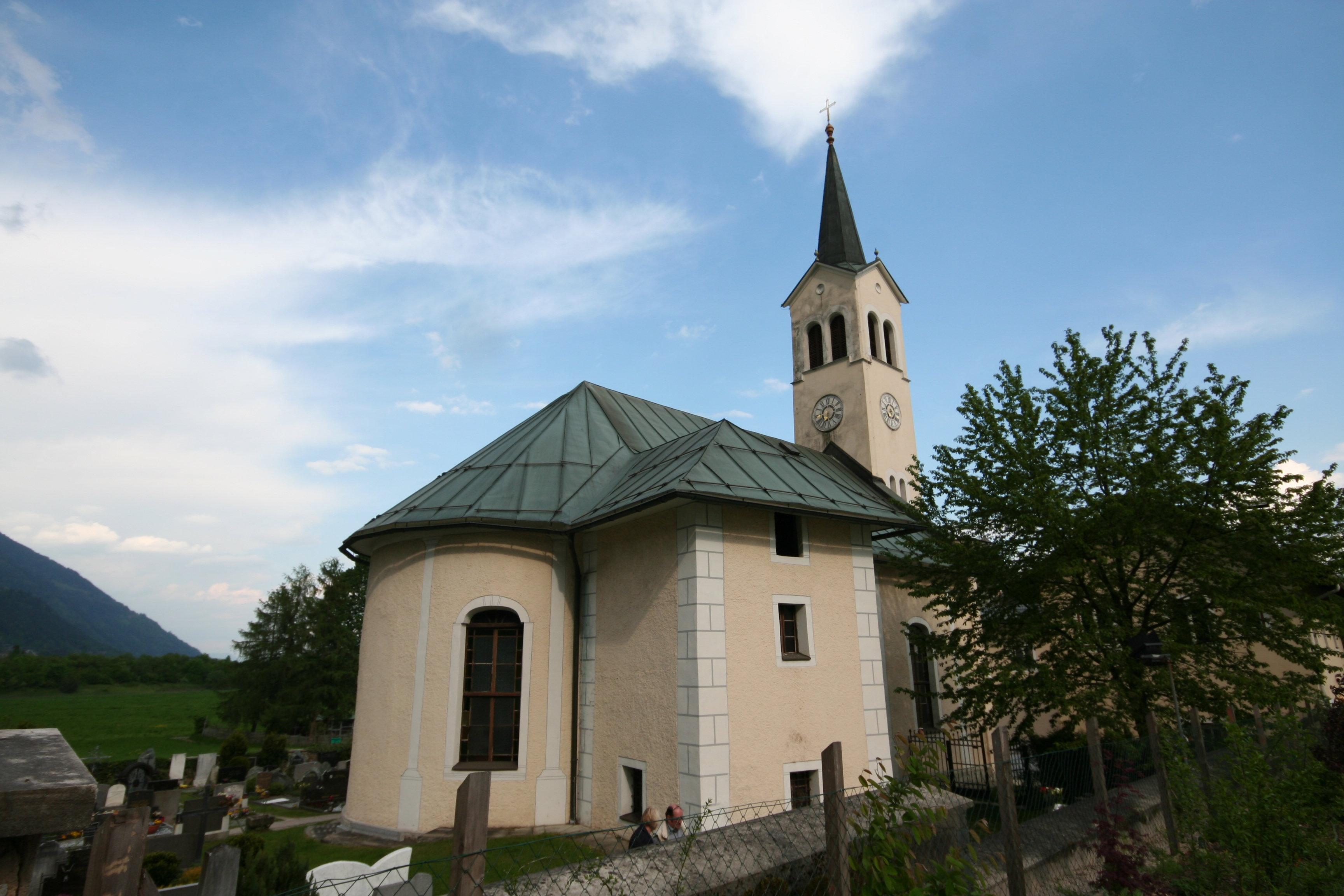
Evangelische Kirche St. Ruprecht

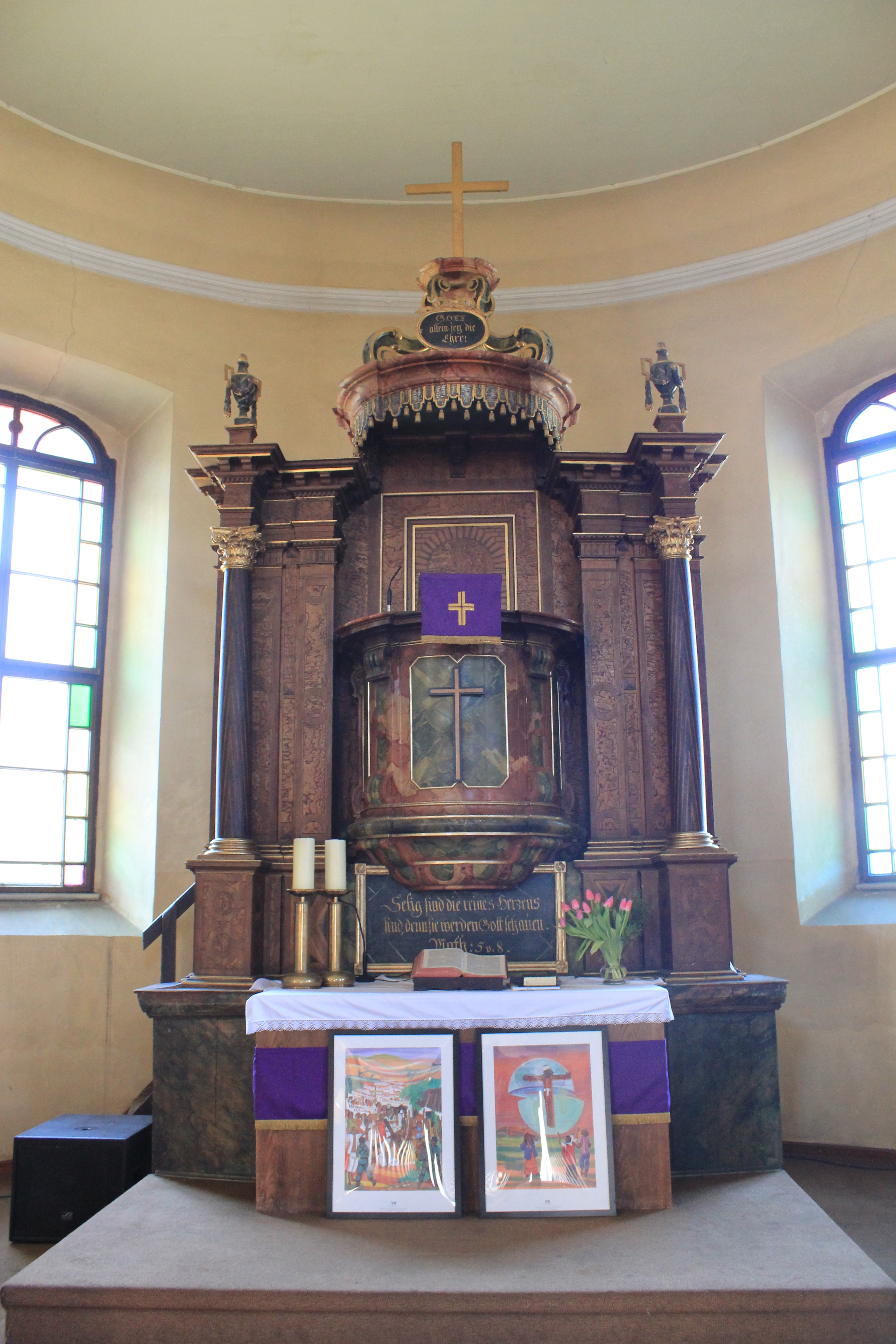
Kanzelaltar

Die Evangelische Kirche St. Ruprecht ist ein evangelisch-lutherisches Kirchengebäude im Villacher Stadtteil St. Ruprecht. Das Gebäude steht westlich der römisch-katholischen Filialkirche St. Ruprecht.

## Geschichte
Das Kirchenschiff wurde 1785 als Toleranzbethaus erbaut und 1786 geweiht. Der Westturm wurde 1863 hinzugefügt.
Im 19. Jahrhundert reichte das Gebiet der Kirchengemeinde im Westen bis nach Völkendorf, im Norden bis Einöde im Nordosten bis nach Tiffen. Ab 1900 verkleinerte sich das Gemeindegebiet, als zunächst Villach eigenständig wurde.
Ab 1979 wirkte der spätere Militärsuperintendent Oskar Sakrausky als Pfarrer von St. Ruprecht.

## Baubeschreibung
Die Kirche besitzt einen halbkreisförmig geschlossenen Chor und einem vorgestellten Vorhallenturm. Die Fassade ist mit Pilastern gegliedert. Im Inneren streckt sich über dem Langhaus eine einfache stuckierte Flachdecke.
Der barocke Kanzelaltar mit Säulen und Baldachin stammt aus dem letzten Viertel des 18. Jahrhunderts und wurde 1801 aus der Schlosskapelle Landskron erworben.